# Lúcio Fábio Cilão
Lúcio Fábio Cilão ou Lúcio Fábio Cilo (em latim: Lucius Fabius Cilo), cujo nome completo era Lúcio Fábio Cilão Setímino Catínio Aciliano Lépido Fulciniano (Lucius Fabius Cilo Septiminus Catinius Acilianus Lepidus Fulcinianus), foi um senador romano do período imperial nascido na Hispânia em 150

## História
Entre 180 e 184, tornou-se legado para a legião XVI Flavia Firma e prefeito militar (c. 187/9). Por volta de 185, tornou-se procônsul da província romana da Gália Narbonense e, entre 189 e 192, legado para a III Gallica.
Cilão foi feito cônsul sufecto em 193 e, na função, providenciou o sepultamento de Cômodo no Mausoléu de Adriano (moderno Castel Sant'Angelo) por ordem de Pertinax. No ano seguinte, já no reinado de Sétimo Severo, que era um amigo próximo, Cilão lutou contra o usurpador Pescênio Níger perto de Perinto.
Nomeado prefeito urbano para o ano de 203, Cilão salvou a vida do procurador e futuro imperador Marco Opélio Macrino quando seu patrocinador, Plauciano, caiu em desgraça. No ano seguinte foi eleito cônsul novamente.
Cilão serviu também sob Caracala. Quando o imperador decidiu assassinar seu irmão e co-imperador Geta, Cilão, que tentou melhorar a relação entre os dois, foi preso pelos urbanicianos (urbaniciani) e, apenas depois que os soldados já haviam arrancado suas vestes senatoriais e suas botas é que Caracala os interrompeu. Segundo Dião Cássio:
| “ | Ele [Caracala] também desejava tomar a vida de Cilão, seu tutor e benfeitor, que servira como prefeito da cidade para seu pai e a quem ele próprio frequentemente chamava de "pai". Os soldados que foram enviados a Cilão primeiro roubaram sua prataria, suas vestes, seu dinheiro e tudo o mais que ele tinha e então o levaram pela Via Sacra com o objetivo de levá-lo ao palácio e lá se livrarem dele; ele tinha apenas chinelos nos pés, pois ele estava no banho quando foi preso e vestia uma túnica curta. Os soldados rasgaram a roupa de seu corpo e desfiguraram seu rosto e, por isso, a população e as tropas da cidade começaram a protestar; por isso, Antonino, espantado e temeroso, foi ao encontro do grupo e, protegendo Cilão com sua capa de cavaleiro (ele estava com o uniforme militar), gritou: "Não insultem meu pai! Não batam no meu tutor!" Quanto ao tribuno militar que fora encarregado de matá-lo e o grupo que foi com ele, foram todos executados, supostamente por terem planejado a destruição de Cilão, mas, na verdade, por não o terem matado. Antonino fingiu amar Cilão a ponto de declarar "Os que tramaram contra ele tramaram contra mim" | ” |
|   | — Dião Cássio, História Romana lxxviii 4-5. |   |

Cilão era casado com Cilônia Fábia. Uma casa romana no monte Aventino, conhecida como Casa de Cilão, foi presenteada por Cilão a Sétimo Severo e aparece no "Plano de Mármore" no local onde hoje está a basílica e mosteiro de Santa Balbina all'Aventino, perto dos Jardins dos Cilônios Fábios (Horti Ciloniae Fabiae).